# Băcăinți, Alba
Băcăinți (în maghiară Bokajalfalu [Bokaj], în germană Bocksdorf) este un sat în comuna Șibot din județul Alba, Transilvania, România. Are o populatie 213 locuitori.

## Galerie de imagini

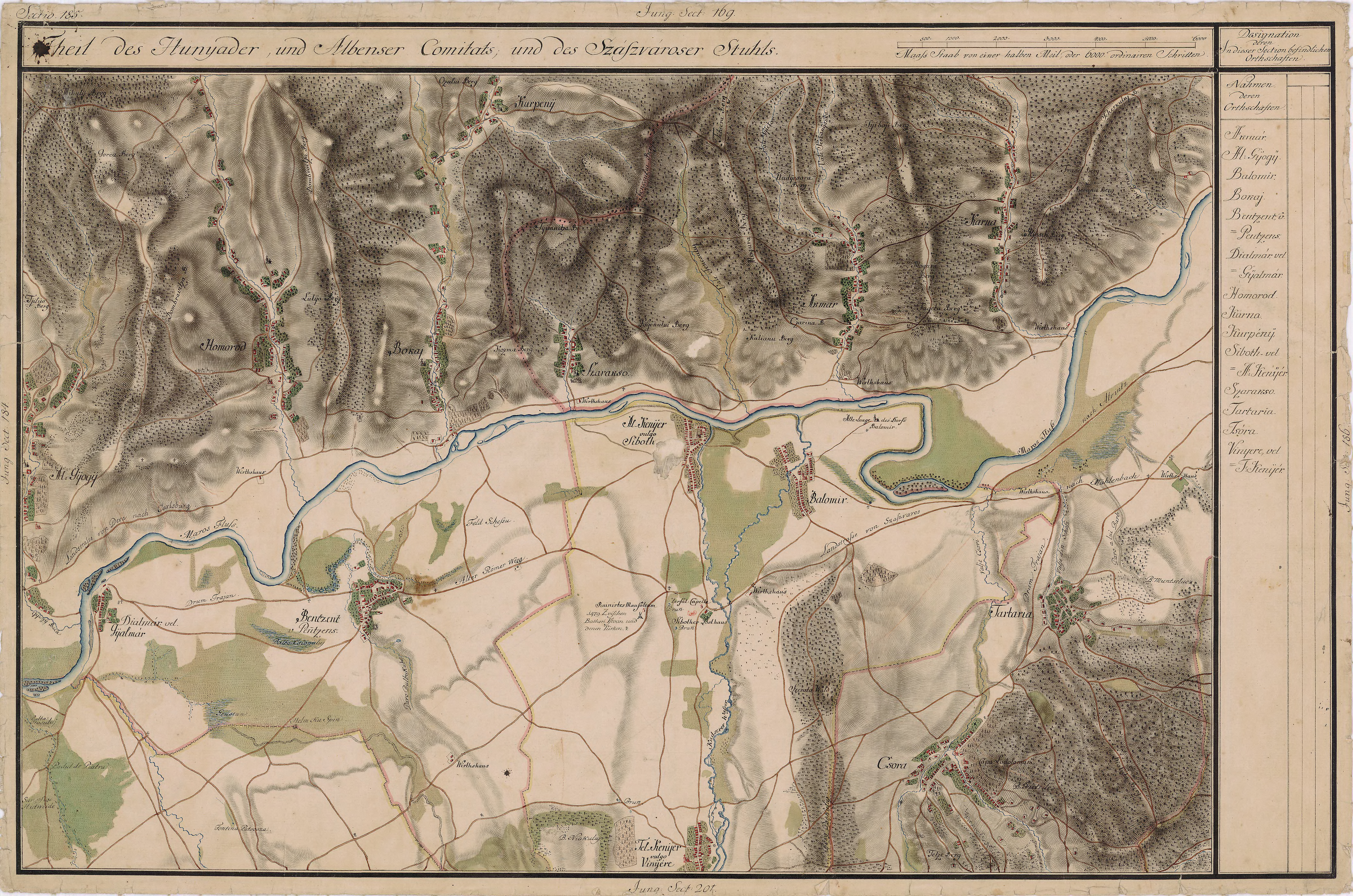
Băcăinți pe Harta Iosefină a Transilvaniei, 1769-1773